# Större påfågelsspinnare
Större påfågelsspinnare, Saturnia pyri som beskrevs av Michael Denis och Ignaz Schiffermüller, 1775. Större påfågelsspinnare ingår i släktet Saturnia och familjen är en fjäril i familjen påfågelsspinnare, Saturniidae. Arten är Tillfällig i Sverige, och har sannolikt passivt förts in i Sverige med gods. Två underarter finns listade i Catalogue of Life, Saturnia pyri pinkerae Kobes, 1980 och Saturnia pyri therana Lének, 1970.
Den hör till samma släkte som den mindre påfågelsspinnaren och arterna är ganska lika till utseendet, bland annat har båda brunaktiga till gråaktiga vingar med en framträdande ögonfläck på varje vinge, men större påfågelsspinnare blir som namnet antyder större än mindre påfågelsspinnare och arterna har även olika utbredning. 

## Kännetecken
Större påfågelsspinnare har en vingbredd på upp till 14 centimeter, vilket gör den till den största fjärilen i Europa. Den mindre påfågelsspinnarens vingbredd är inte mer än 6-8 centimeter. Hanen kan skiljas från honan genom sina större antenner.
Den större påfågelsspinnarens larv är i det första stadiet knappt en halv centimeter lång men som fullväxt når den upp mot 120 millimeter. Den nykläcka larven är mörk, men blir sedan grön. På dess kropp finns små blå vårtor med svarta borst. När larven kommer in i det senare larvstadiet ändrar den färg och blir gulorange.

## Utbredning
Större påfågelsspinnare finns i södra Europa och förekommer inte längre norrut än Frankrike. Den liknande mindre påfågelspinnaren finns däremot norrut till Skandinavien.

## Levnadssätt
Den större påfågelsspinnarens hona kan lägga upp till 200 ägg. Larver livnär sig på blad av olika lövträd och buskar, däribland valnöt, äpple, plommon, kastanj, bok, lönn och hassel. Förpuppningen sker på den nedre delen av stammen i en kokong.

## Bildgalleri

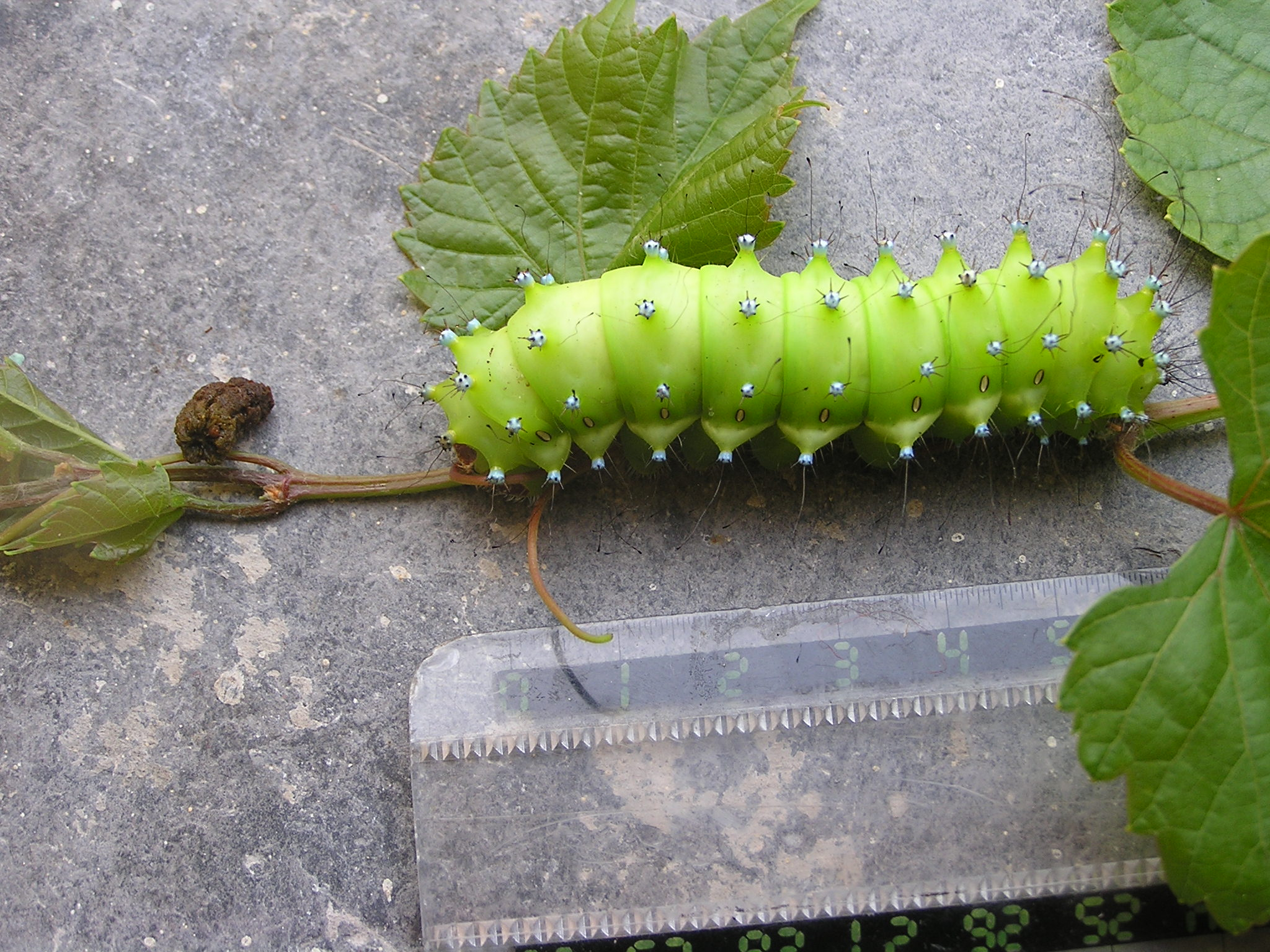
Ung larv
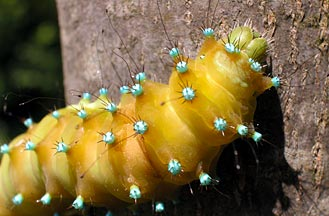
Äldre larv
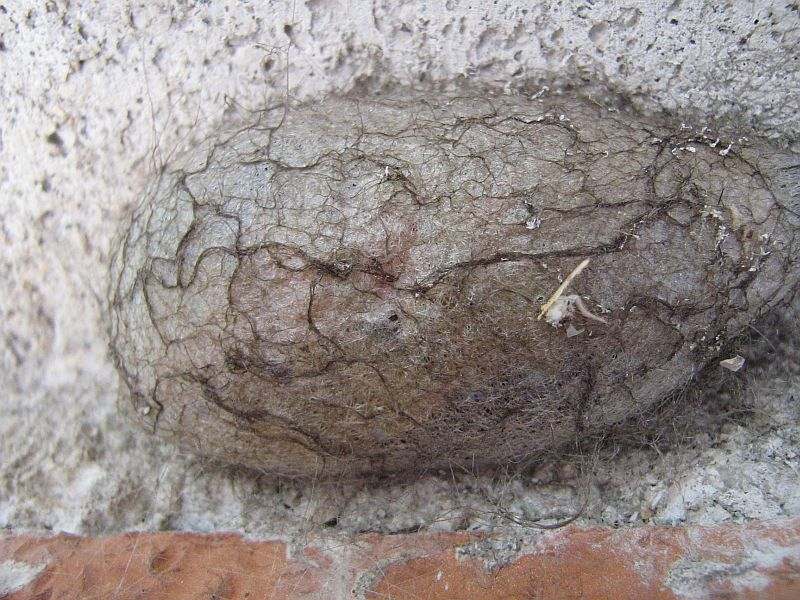
Kokong
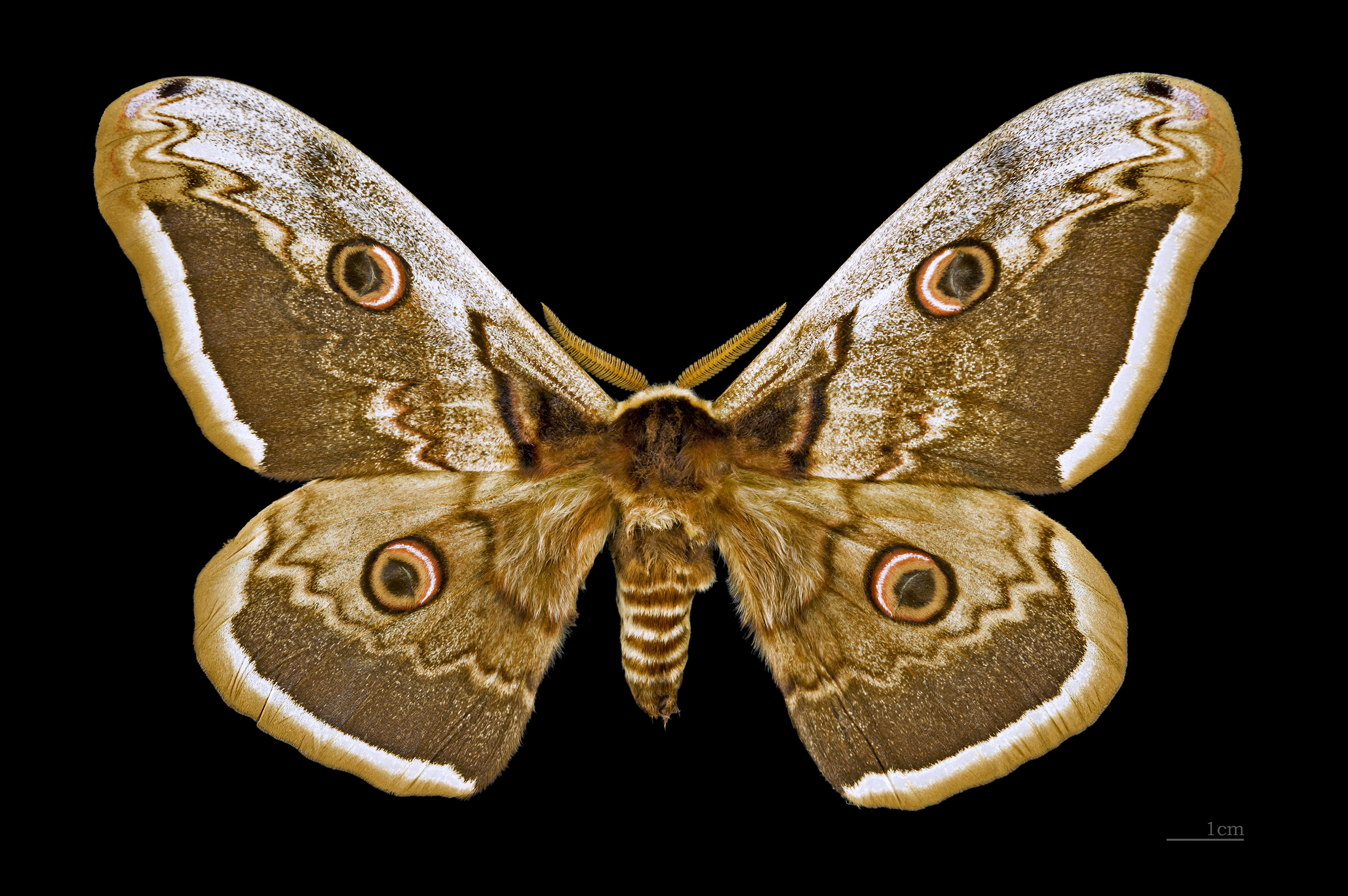
♂
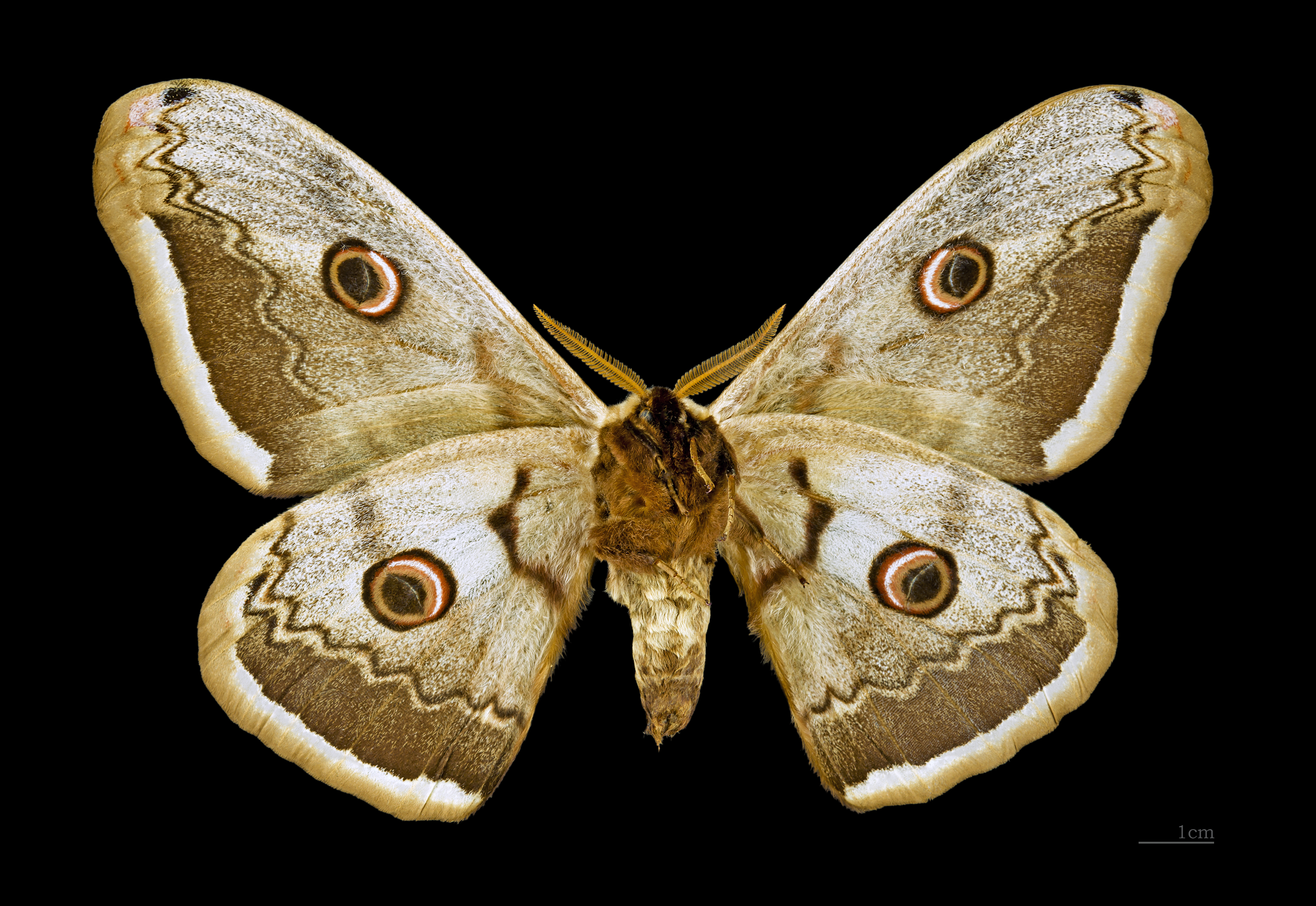
♂ △
Utbredning för större påfågelsspinnare